# La recluta Pluto
La recluta Pluto (Private Pluto) è un film del 1943 diretto da Clyde Geronimi. È un cortometraggio animato della serie Pluto, prodotto dalla Walt Disney Productions e uscito negli Stati Uniti il 2 aprile 1943, distribuito dalla RKO Radio Pictures. Il film segna la prima apparizione di Cip e Ciop, seppur non nel loro design definitivo.

## Trama
Pluto è un cane da guardia in una base militare statunitense ed è costretto a seguire un duro addestramento. Poco dopo viene incaricato di difendere una casamatta da dei sabotatori. All'interno di essa vi sono Cip e Ciop, che stanno usando il cannone della struttura per rompere delle ghiande. Mentre Pluto cerca di difendere la casamatta, gli scoiattoli si divertono a infastidirlo in vari modi, finché sparano in aria Pluto col cannone e usano il cane in caduta libera per rompere una gran quantità di ghiande. Pluto si abbandona così ad un pianto isterico.

## Distribuzione

### Edizione italiana
Il film fu doppiato nel 1985 dalla Royfilm per l'inclusione nella VHS Le avventure di Cip e Ciop e poi negli anni '90 dalla stessa società per la trasmissione televisiva. A differenza dei futuri cortometraggi, nell'edizione italiana, le voci di Cip e Ciop non furono accelerate con il computer.

### Edizioni home video

#### VHS
- Le avventure di Cip e Ciop (aprile 1985)[1]

#### DVD
Il cortometraggio è incluso nel DVD Walt Disney Treasures: Pluto, la collezione completa - Vol. 1.